# Улица Щурата
У́лица Щура́та (укр. Вулиця Щурата) — улица в Шевченковском районе Львова, местность Збоища. Проходит от улицы Миколайчука до конца застройки.
Примыкаются улицы Леннона, Расточье и Студинского.

## История и застройка
Улица возникла в конце 1980-х годов, при строительстве нового жилого микрорайона. В 1989 году получила официальное название, в честь украинского литературоведа и фольклориста Василия Щурата.
Застроена преимущественно пяти- и девятиэтажными домами 1980-х—1990-х годов, есть и более современные многоэтажные жилые комплексы. В доме под №2 с 1990 года содержится Львовское дошкольное учебное заведение ясли-сад №14.